# Diawala
Diawala  è una città, sottoprefettura e comune della Costa d'Avorio, situata nel dipartimento di Ouangolodougou. Conta una popolazione di 71 054 abitanti (censimento 2014).